# Alpha Blondy
Alpha Blondy   (Dimbokro, 1 de gener de 1953) és un cantant de reggae i artista ivorià. Moltes de les seves cançons tenen motivacions polítiques i socials, i són escrites en la seva llengua materna, el julà, francès o anglès, tot i que ocasionalment utilitza altres llengües com l'àrab o l'hebreu.

## Trajectòria
Primer fill d'una família de vuit germans, Seydou Koné va ser criat per la seva àvia. El 1962, Alpha Blondy es va retrobar amb el seu pare a Odienné, on va passar deu anys, va assistir a l'institut Sainte Elisabeth i va participar en el moviment estudiantil de Costa d'Ivori. Va formar un grup a l'institut, fet que va afectar la seva escolaritat i va ser expulsat per absentisme. El 1973, els seus pares el van enviar a estudiar anglès a Monròvia, la capital de Libèria. Hi va estar tretze mesos i després es va traslladar als Estats Units d'Amèrica per a millorar l'anglès.
El 1974 es va traslladar a Nova York on es va especialitzar en anglès al Hunter College i a la Universitat de Colúmbia. A Nova York va conèixer el rastafarisme i va assistir a concerts d'artistes jamaicans com Burning Spear.
De retorn al seu país, Alpha Blondy va gravar el seu primer àlbum en solitari el 1982, titulat Jah Glory. Aquest disc va tenir un gran èxit i va esdevenir un símbol de resistència amb la cançó «Brigadier Sabari», que documenta la seva experiència de ser detingut a Abidjan als anys 1980 i el seu posterior maltracte per part de la policia. Alpha Blondy va esdevenir una gran estrella de la música reggae, convertint-se als ulls dels seus fans en «el Bob Marley d'Àfrica». Aviat, la fama d'Alpha Blondy es va estendre per Europa. Després de l'èxit de l'EP titulat Rasta Poué, va marxar a París el 1984 per a enregistrar el seu segon disc, Cocody Rock, amb el segell Pathe Marconi. Blondy va viatjar a l'illa de Jamaica i va gravar el tema principal d'aquest àlbum amb The Wailers.
De tornada a casa el 1985, Blondy va entrar a l'estudi per gravar Apartheid Is Nazism; la cançó del títol era una crida a la fi de l'apartheid. El 1986, va gravar «Jerusalem» als estudis Tuff Gong de Jamaica, de nou amb The Wailers i amb el llegendari Aston «Family Man» Barrett. Blondy ha intentat promoure la unitat entre les religions de l'islam, el judaisme i el cristianisme, a partir de la seva inspiració i del seu propi coneixement de la Bíblia, l'Alcorà i la Torà.
Alpha Blondy va celebrar 20 anys com a artista discogràfic amb el llançament el 2002 de Merci, amb Ophelie Winter i Saian Supa Crew, que li va valer una nominació als premis Grammy 2003 al millor àlbum de reggae. El 2005, Alpha Blondy va ser nomenat ambaixador de pau de les Nacions Unides a Costa d'Ivori. Va fer grans esforços per aconseguir una solució pacífica a la divisió política i física del seu país que va ser el resultat d'un intent de cop d'estat el 2001. A partir de març de 2007 es va signar i implementar un acord de pau mercès al treball de moltes persones. El 19 de juliol de 2009, Blondy va actuar al Central Park de Nova York davant una multitud de nadius africans, jamaicans i nord-americans. El 13 de juny de 2010, una gran multitud va ser autoritzada a un concert de Blondy a Costa d'Ivori per a celebrar la pau i la unitat del país. L'aglomeració del concert van provocar que almenys 20 persones resultessin ferides, dues de les quals van morir.
Alpha Blondy va néixer d'un pare musulmà i una mare cristiana, i va ser criat per una àvia «que li va ensenyar a estimar tothom». El respecte de Blondy per totes les religions i l'espiritualitat que en deriva es pot escoltar a les cançons «God is One» i «Jerusalem» on canta pel respecte entre totes les religions. Alpha Blondy continua lluitant per la pau i la unitat a tot el món a través de la música. Un exemple recent és el senzill «Who Are You» amb Ophélie Winter contra les mines antipersona. També ha participat en nombrosos concerts humanitaris i benèfics, com el concert al Senegal el març de 2006 per a l'erradicació de la malària a l'Àfrica. També continua aquest treball a la mateixa Costa d'Ivori, en el seu concert gratuït anual a la platja de Bassam.

## Discografia
Àlbums d'estudi
- Jah Glory! (1982)
- Cocody Rock!!! (1984)
- Apartheid Is Nazism (1985)
- Jérusalem (1986)
- Revolution (1987)
- The Prophets (1989)
- S.O.S Guerre Tribale (1991)
- Masada (1992)
- Dieu (1994)
- Grand Bassam Zion Rock (1996)
- Yitzhak Rabin (1998)
- Elohim (2000)
- Merci (2002)
- Jah Victory (2007)
- Vision (2011)
- Mystic Power (2013)
- Positive Energy (2015)[14]
- Human Race (2018)[15]